# مولاي حدو
 مولاي حدو (1975 الجزائر) هو لاعب كرة قدم جزائري.

## روابط خارجية
- مولاي حدو على موقع قاعدة بيانات كرة القدم.إي يو (الإنجليزية)
- مولاي حدو على موقع ناشيونال فوتبول تيمز (الإنجليزية)